# 23. BAFTA-gála
A 23. BAFTA-gálát 1970-ben tartották, melynek keretében a Brit film- és televíziós akadémia az 1969. év legjobb filmjeit és alkotóit díjazta.

## Díjazottak és jelöltek
(a díjazottak félkövérrel vannak jelölve)

### Legjobb film
Éjféli cowboy
- Váltson jegyet háborúba
- Szerelmes asszonyok
- Z, avagy egy politikai gyilkosság anatómiája

### David Lean-díj a legjobb rendezésért
John Schlesinger - Éjféli cowboy
- Peter Yates - A chicagoi tanú
- Richard Attenborough - Váltson jegyet háborúba
- Ken Russell - Szerelmes asszonyok

### Legjobb elsőfilmes
Jon Voight - Éjféli cowboy
- Kim Darby - A félszemű seriff
- Jennie Linden - Szerelmes asszonyok
- Ali McGraw - Goodbye, Columbus

### Legjobb főszereplő
Dustin Hoffman - Éjféli cowboy/John és Mary
- Alan Bates - Szerelmes asszonyok
- Walter Matthau - Egy amerikai feleség titkos élete/Hello, Dolly!
- Nicol Williamson - Inadmissible Evidence

### Legjobb női főszereplő
Maggie Smith - Miss Jean Brodie virágzása
- Mia Farrow - Titokzatos szertartás/Rosemary gyermeke/John és Mary
- Glenda Jackson - Szerelmes asszonyok
- Barbra Streisand - Funny Girl

### Legjobb férfi mellékszereplő
Laurence Olivier - Váltson jegyet háborúba
- Jack Klugman - Goodbye, Columbus
- Jack Nicholson - Szelíd motorosok
- Robert Vaughn - A chicagoi tanú

### Legjobb női mellékszereplő
Celia Johnson - Miss Jean Brodie virágzása
- Peggy Ashcroft - Lány az országútról
- Pamela Franklin - Miss Jean Brodie virágzása
- Mary Wimbush - Váltson jegyet háborúba

### Legjobb forgatókönyv
Éjféli cowboy - Waldo Salt
- Goodbye, Columbus - Arnold Schulman
- Szerelmes asszonyok - Larry Kramer
- Z, avagy egy politikai gyilkosság anatómiája - Costa-Gavras, Jorge Semprun

### Legjobb operatőri munka
Váltson jegyet háborúba
- A chicagoi tanú
- Funny Girl/Hello, Dolly!
- Szerelmes asszonyok/The Magus

### Legjobb jelmez
Váltson jegyet háborúba
- Funny Girl
- Isadora
- Szerelmes asszonyok

### Legjobb vágás
Éjféli cowboy
- A chicagoi tanú
- Váltson jegyet háborúba
- Z, avagy egy politikai gyilkosság anatómiája

### Anthony Asquith-díj a legjobb filmzenének
Z, avagy egy politikai gyilkosság anatómiája - Míkisz Theodorákisz
- Titokzatos szertartás - Richard Rodney Bennett
- A Thomas Crown-ügy - Michel Legrand
- Szerelmes asszonyok - Georges Delerue

### Legjobb díszlet
Váltson jegyet háborúba
- Hello, Dolly!
- Háború és béke
- Szerelmes asszonyok

### Legjobb hang
Váltson jegyet háborúba
- Az angliai csata
- A chicagoi tanú
- Isadora/Szerelmes asszonyok

### Legjobb rövidfilm
Picture To Post
- Barbican
- Birthday
- Test Of Violence

### Legjobb speciális film
Let There Be Light
- The Behaviour Game
- Isotopes In Action
- Mullardabillity

### Robert Flaherty-díj a legjobb dokumentumfilmnek
Prologue

### Egyesült Nemzetek-díj az ENSZ Alapokmányának egy vagy több elvét bemutató filmnek
Váltson jegyet háborúba
- Adalen 31
- Éjféli cowboy
- Z, avagy egy politikai gyilkosság anatómiája